# Xenorhina mehelyi
Xenobatrachus mehelyi es una especie de anfibios de la familia Microhylidae.

## Distribución geográfica
Se encuentra en Nueva Guinea (Papúa Nueva Guinea y, posiblemente, también en Indonesia).

## Estado de conservación
No está amenazada.